# Paisaje campestre con el puente Milvio
Paisaje campestre con el puente Milvio, también conocido como Paisaje con pastores, es un cuadro realizado por el pintor francés del Barroco Claudio de Lorena. Mide 75 cm de alto y 97 cm de ancho, y está pintado al óleo sobre lienzo. Data de 1645 y se encuentra en el City Museum and Art Gallery de Birmingham.

## Historia y descripción

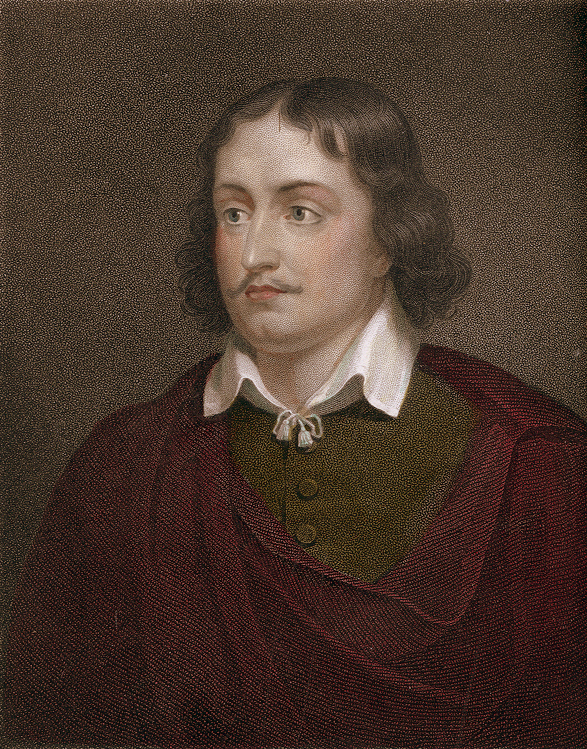
Claudio de Lorena

Claudio de Lorena fue un pintor francés establecido en Italia. Perteneciente al período del arte Barroco, se enmarca en la corriente denominada clasicismo, dentro del cual destacó en la pintura de paisaje. En su obra reflejó un nuevo concepto en la elaboración del paisaje basándose en referentes clásicos —el denominado «paisaje ideal»—, que evidencia una concepción ideal de la naturaleza y del propio mundo interior del artista. Esta forma de tratar el paisaje le otorga un carácter más elaborado e intelectual y se convierte en el principal objeto de la creación del artista, la plasmación de su concepción del mundo, el intérprete de su poesía, que es evocadora de un espacio ideal, perfecto.
Este paisaje fue un encargo de un mecenas parisino del que se desconoce el nombre. Está firmado CLAUDIO ROM[...] 164[...].
Esta obra pertenece al período de madurez del artista. Por entonces Claudio era uno de los más famosos paisajistas de Europa, honrado por soberanos como Urbano VIII y Felipe IV. En los años 1640 recibió la influencia de Rafael —a través de los grabados de Marcantonio Raimondi—, especialmente en las figuras, así como de Annibale Carracci y Domenichino, como se denota en sus obras Paisaje con San Jorge y el dragón (1643), Paisaje con Apolo custodiando los rebaños de Admeto y Mercurio robándoselos (1645) y Paisaje con Agar y el ángel (1646).
El paisaje domina la casi totalidad de la composición, un escenario bucólico de la campiña al norte de Roma, surcada por el río Tíber. En primer término, en la parte inferior del cuadro, hay unos pastores con sus rebaños alrededor de un estanque. Uno de ellos toca una flauta y un perro parece bailar al son de la música. En segundo plano destaca en la izquierda un árbol de gran altura, tras el que se ven unas edificaciones de las que destaca una alta torre redonda, un motivo habitual en las obras de Lorena. En el lado derecho se ve el puente sobre el Tíber, frente al que navega una barca de pescadores. El puente Milvio (Pons Milvius en latín) fue construido en el siglo II a. C. y fue el escenario de la batalla en que el emperador Constantino I venció a Majencio (312). En esa batalla el emperador tuvo la visión de un crismón que le auguraba la victoria, junto a la frase in hoc signo vinces («con este signo vencerás»), lo que le llevó a convertir el cristianismo en la religión oficial del Imperio romano.
De esta obra existen dos dibujos preparatorios, conservados en el Museo del Louvre de París y en el British Museum de Londres.
Esta obra figura en el Liber Veritatis (cuaderno de dibujos donde Claudio dejaba constancia de todas sus obras, para evitar las falsificaciones) con el número 90.